# Вулиця Танячкевича
Ву́лиця Та́нячкевича — вулиця в Сихівському районі Львова, місцевості Новий Львів. Сполучає вулицю Віденську з вулицею Листопадною.

## Назва
Від 1958 року — вулиця Велосипедна, названа через те, що неподалік знаходився велосипедний завод, на базі якого у 1959 році створений завод «Полярон». Від 1993 року — вулиця Танячкевича, названа на честь українського греко-католицького священика, громадсько-політичного діяча та публіциста Данила Танячкевича.

## Забудова
На вулиці Танячкевича переважає дво- і триповерхова забудова початку 1960-х років.